# Sukosari (Jogo Roto)
Sukosari is een bestuurslaag in het regentschap Jombang van de provincie Oost-Java, Indonesië. Sukosari telt 2865 inwoners (volkstelling 2010).